# Вей Юань
Вей Юань (魏源, 1794 —1856) — китайський науковець, поет, письменник, мислитель часів династії Цін. Його вважають «першою людиною в сучасному Китаї, який відкрив очі і побачив увесь світ»

## Життєпис
Народився у 1794 році у повіті Лунхуей провінції Хунань. Отримав початкову освіту. У 1822 році складає повітові іспити. У 1831 році переїдить до Янчжоу, де складає провінційні іспити та отримує вченне звання цзюйжень. З цього моменту займав різні адміністративні посади у провінціях. Водночас займався науковою справою, дослідженням історії. У 1845 році склав дімператорські іспити, отримавши ступінь цзіньши. Помер у 1856 році

## Ідеї
Вей Юань вважав, що треба засвоїти, перш за все, прикладними знаннями, треба здійснити реформи, вдосконалити адміністративно-політичну систему і принести щастя народу. Для цього Вей Юань висунув свою відому тезу — «вчитися у варварів їх передовій техніці, з тим щоб тримати їх під контролем».
Вей Юань вважав, що конфуціанська вченість далеко не завжди правильно застосовується на практиці. У «Записках Мо» чимало міркувань про старовини і сучасності, про спадкоємність і відмінностях між ними.

## Наукова діяльність
Мав велику цікавість стосовно географії. Найбільш значущою є його робота «Ілюстрований трактат про заморські країни» («Хайґо тучжи» 海國圖志 Хайґо тучжи).
У розпал кризи династії Цін став виявляти інтерес до історії. Вагими працями у цій царині є «Військова історія династії Цін» (або «Написи про священні війни», «Нариси з військових досягнень великих попередників» 聖武記 Шенвуцзі), історичні нариси, прсивячені Першій опіумній війні.

## Літературна діяльність
У поезії Вей Юань намагався наслідувати Бо Цзюйі, що проявилося в активному використанні форми народних пісень. У доробку Вей Юаня близько 800 віршів, це переважно в основному пейзажна лірика. Відтворюючи картини природи, автор охоче зображав рух в природі, її метаморфози і контрасти, швидку зміну вражень («Спостерігаючи приплив на ріці Цяньтан»).
Водночас у віршах відбиваються соціальні та економічні незаразди народу («Випадкові рядки», «Десять стансів, складених у Цзяньнані»), бюрократизм, розпутство знаті та чиновників («Тринадцять стансів, написаних у столиці»), патріотичні настрої («Десять стансів про осінні настрої», «Десять стансів про морські простори»).